# Heunischenburg

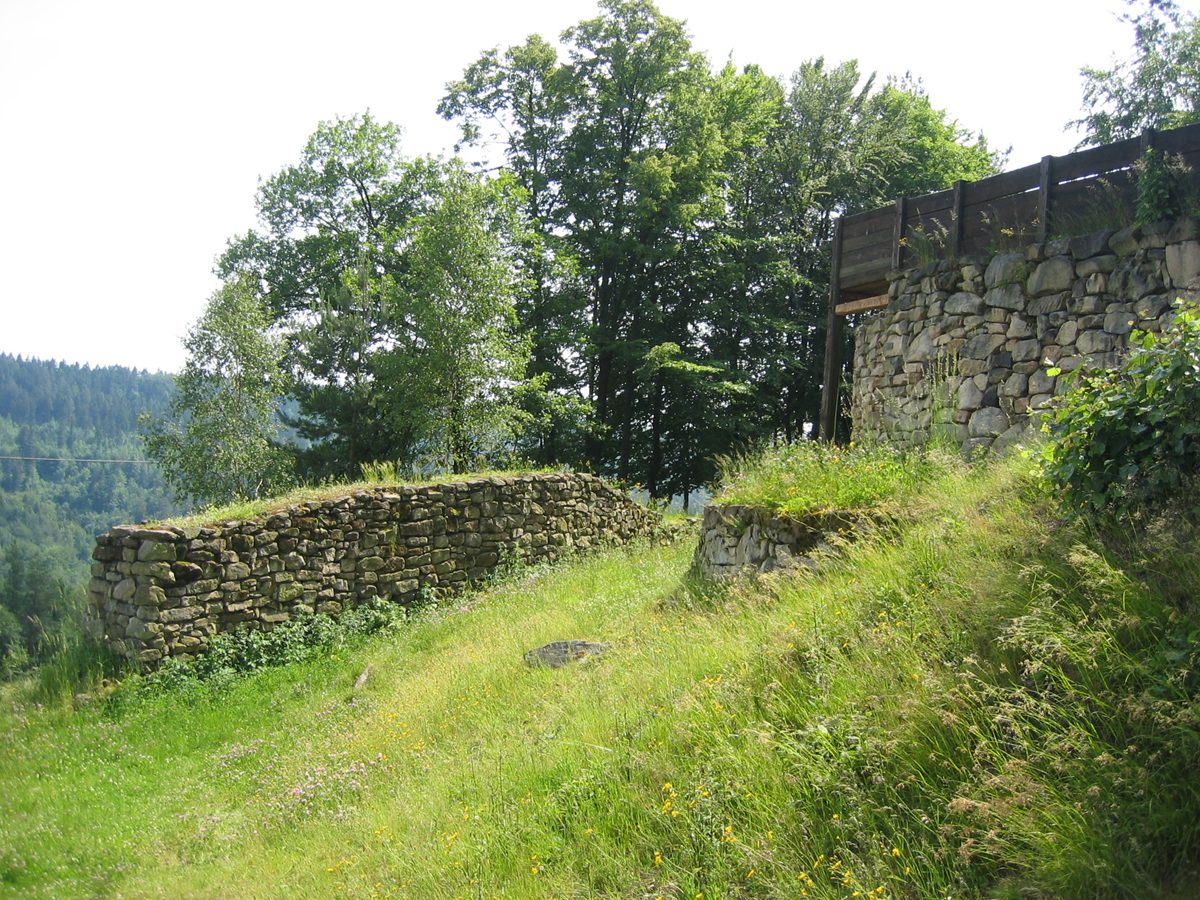
Die Heunischenburg bei Gehülz (Kronach)

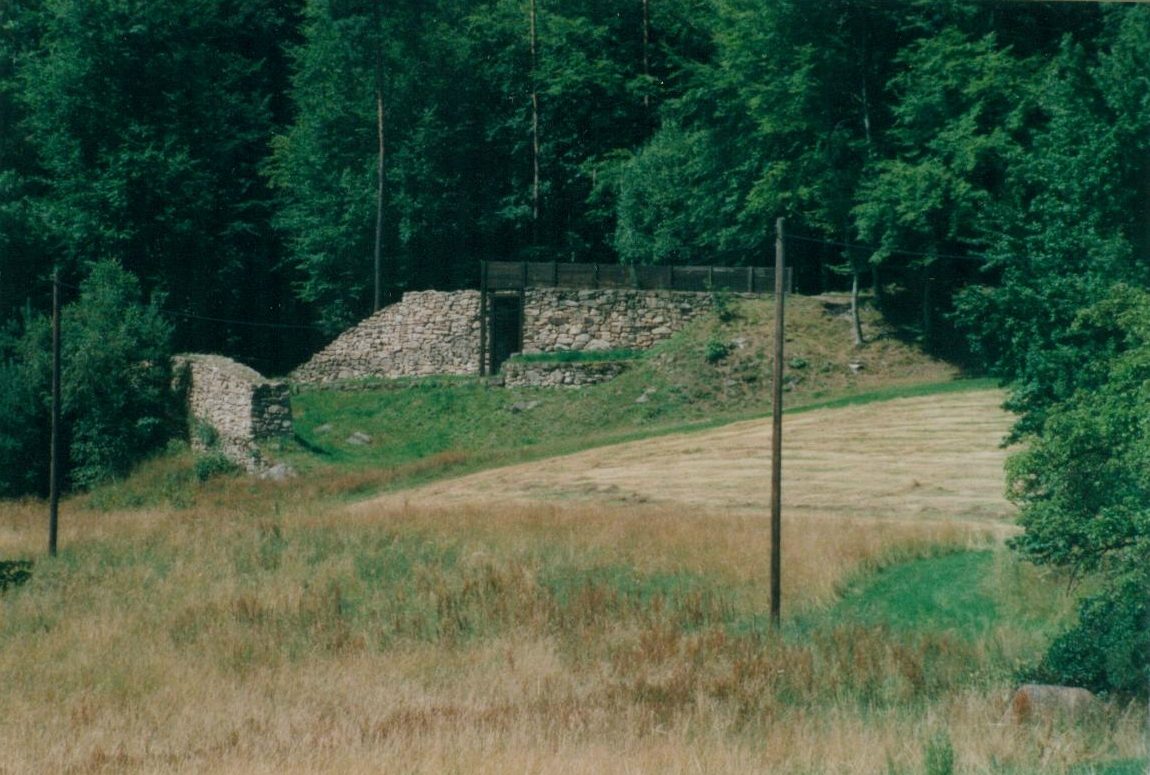
Frontansicht der Heunischenburg

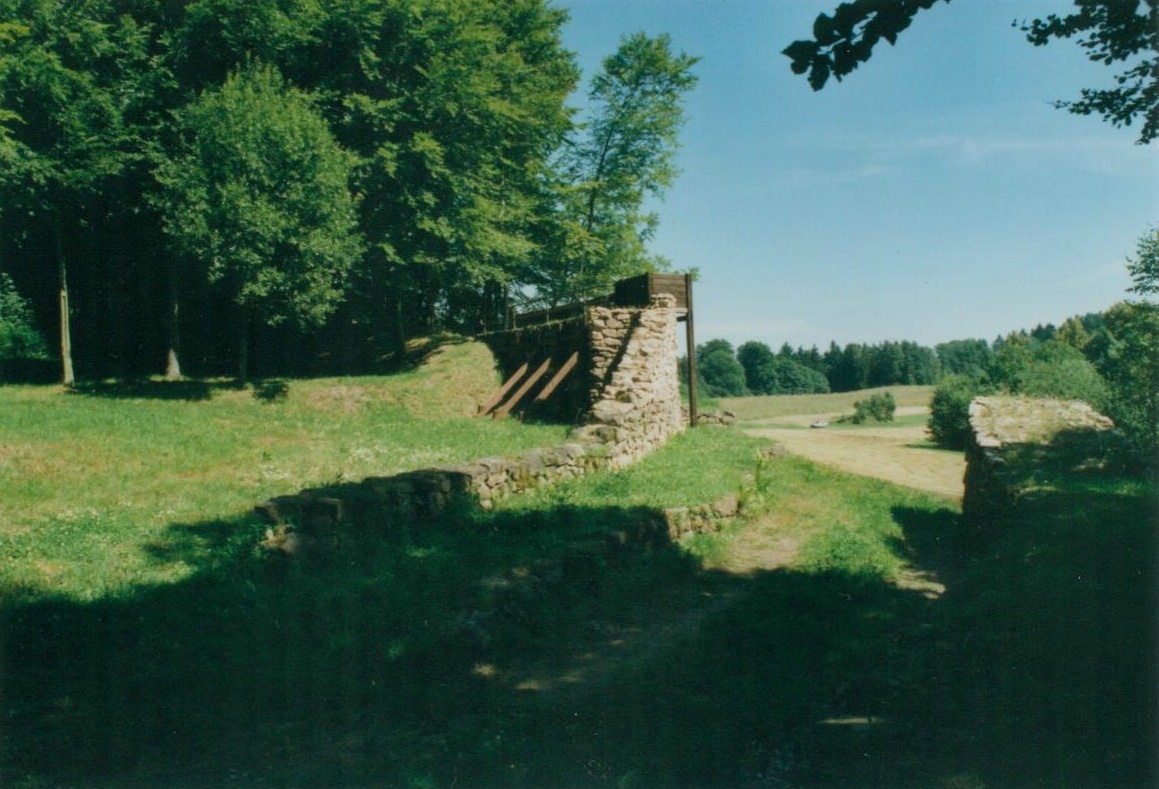
Die Heunischenburg mit Blick durch die Pforte nach Osten

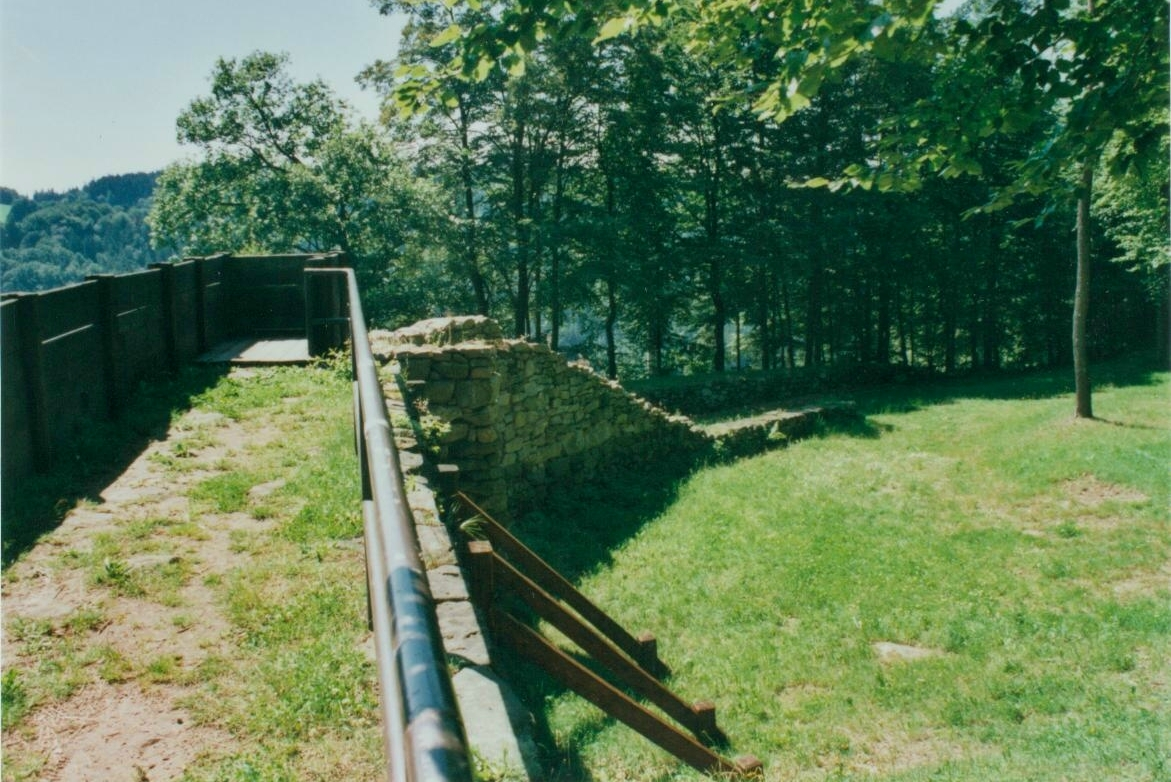
Blick von oberseits der rekonstruierten Mauer

Die Heunischenburg ist eine steinerne Befestigung der späten Urnenfelderzeit nahe der oberfränkischen Stadt Kronach. Mit ihrer Blütezeit im 9. Jahrhundert v. Chr. handelt es sich um die älteste aus Stein gebaute Befestigungsanlage nördlich der Alpen auf dem Territorium des heutigen Bayerns, die heute bekannt und archäologisch untersucht ist.

## Topographische Lage
Die Anlage befindet sich auf einem 486 Meter hohen Bergsporn des Wolfsbergs zwischen dem Kronacher Gemeindeteil Gehülz und dem Mitwitzer Gemeindeteil Burgstall. Die Befestigung diente vermutlich zur Überwachung einer Kupfer- und Zinnhandelsstraße ins Fichtelgebirge.
Während eine mächtige, 110 Meter lange Wallmauer die gefährdete Ostflanke des einstigen Militärlagers absicherte, boten an den anderen Seiten die steil geböschten Hänge des Bergsporns natürlichen Schutz, der zudem durch eine Holzumwehrung verstärkt wurde.
Eine typische Konstruktion von Zangentor und Ausfallpforte lässt spätmykenischen Einfluss erkennen, sodass auf Kontakte zur mediterranen Zivilisation geschlossen werden kann.
Die mächtige, jedoch kleinräumige Befestigung und die vielen gefundenen Waffen heben die Heunischenburg deutlich ab von den großen spätbronzezeitlichen Mittelpunktsiedlungen wie der Ehrenbürg bei Forchheim und dem Großen Gleichberg in Thüringen.

## Name
Zwei Deutungen werden diskutiert:
1. Unter dem Begriff „Heunen“ kann etwas aus grauer, sagenhafter Vorzeit Herrührendes verstanden werden.
2. Das Grundwort „Heunen“ (Hünen) könnte mit riesenhaften Erbauern der Wehranlage zusammenhängen, die der Vorstellungswelt der Menschen des Mittelalters entsprangen.

## Geschichte
Grabungen ergaben drei Siedlungsperioden:
- In der ersten Periode (10. Jahrhundert v. Chr.) bestand die Heunischenburg aus einer Holzerdebefestigung
- In der zweiten Periode (10. Jahrhundert v. Chr.) wurde die Verteidigung durch eine Sandsteinmauer sichergestellt, die wahrscheinlich im Kampf niederbrannte.
- Die dritte Periode (9. Jahrhundert v. Chr.) war der Ausbau der Heunischenburg zu einer starken Wehranlage.

Die nordöstliche Flanke wurde durch eine 2,6 m breite, 3,5 m hohe und 110 m lange Mauer aus Sandstein geschützt. Dieser vorgelagert war eine 3,5 m breite Berme und ein seichter Materialgraben.
Die Mauer der inneren Torflanke im Torbereich setzte sich nur einschalig fort.
Die auf dem Hang aufgesetzte äußere Torflanke war 2 m breit und setzte sich als 55 m lange hölzerne Umwehrung fort. Diese umschloss wahrscheinlich die ganze Anlage.
Die innere Torflanke hatte an ihrem Beginn eine 1 m breite Pforte mit einem vorgesetzten hölzernen Turm.

### Ausgrabung
Die archäologische Datierung erfolgte aufgrund zahlreicher ausgegrabener Bronzefunde (etwa 70 Prozent Waffen). Es handelte sich um Nadeln, Ringe, Rasiermesser, Zierscheiben, getriebene Blechfragmente, Bruchstücke von Schwertern, Lanzenspitzen und Pfeilspitzen. Da viele Pfeilspitzen gefunden wurden, die unentgratet eingesetzt worden waren, wird vermutet, dass zumindest zeitweise ein extrem hoher Munitionsbedarf in der Siedlung bestand. Ein Helm der Urnenfelderzeit wurde im wenig entfernten Thonberg gefunden.

### Rekonstruktion
1986 und 2000 erfolgte nach gesicherten Befunden die Rekonstruktion eines Mauerabschnitts der letzten Befestigungsphase mit vorgelagerter Berme, der Pforte mit ihrem hölzernen Turm und der weit in den Innenraum reichenden Torgasse. Bei der Rekonstruktion handelt es sich um die einzige ihrer Art in Süddeutschland.